# Faya-Largeau
Faya-Largeau (ponekad samo Faya) grad je u sjevernom Čadu. Sjedište je regije Borkou-Ennedi-Tibesti i departmana Borkou. Ima zračnu luku.
Ime Largeau naselje Faya dobilo je po francuskom pukovniku Étienneu Largeauu. Od neovisnosti Čada nosi današnji naziv. Tijekom 1970-ih i 1980-ih nekoliko je puta bilo pod libijskom okupacijom.
Godine 2010. Faya-Largeau imao je 11.000 stanovnika. Najveći je grad u, većinom pustinjskom, sjevernom Čadu.